# Domenic Alberga
Domenico Anthony Alberga (Maple, 28 luglio 1992) è un hockeista su ghiaccio canadese naturalizzato italiano, milita come attaccante nei Dundee Stars, squadra della Elite Ice Hockey League.

## Carriera

### Giovanili
Alberga nacque a Maple in Ontario. Iniziò a giocare ad hockey in Canada dove si fece notare fin dalle giovanili con i Villanova Knights, con i quali venne insignito del premio di miglior giovane della OJHL nel 2008-2009.
Le sue prestazioni non rimasero inosservate e nel 2009 firmò un accordo con i Brampton Battalion in OHL, per poi cambiare casacca, pur rimanendo nella stessa lega, nei due anni successivi, prima con i Sarnia Sting e poi con i Kitchener Rangers. Nel 2013 si trasferì alla Ryerson University nel campionato CIS, con i quali migliorò le sue statistiche, venendo premiato come miglior rookie del campionato nella stagione 2013-2014.

### Club
Nel 2015 fece le sue prime apparizioni nell'hockey professionistico, con i Greenville Road Warriors in ECHL, ottenendo un contratto per l’anno successivo. L'anno seguente si divise fra i Greenville Swamp Rabbits, i Fort Wayne Komets e i Wichita Thunder senza tuttavia brillare.  Nel 2016 si trasferì ai Norfolk Admirals, con i quali visse un triennio da protagonista in ECHL: 29 punti in 53 partite il primo anno, 37 in 72 quello successivo, ben 46 in 41 presenze nella stagione 2018-19, dove riuscì a sbarcare in prestito anche in AHL mettendo a segno 1 goal e 3 assist in 16 apparizioni con i Tucson Roadrunners.
Alberga giunse in Europa, all'HC Bolzano, nell’estate del 2019, dove fece registrare due buone stagioni nel massimo campionato austriaco, ottenendo il rinnovo contrattuale anche per la stagione 2021-22. L’attaccante si mise in mostra soprattutto nel corso dei playoffs del 2020, poi annullati a causa dell'avvento del COVID-19, quando iniziò la post-season con 4 punti in 3 partite.
Il 22 maggio 2022 si accordò nuovamente con i biancorossi per la sua quarta stagione in ICE Hockey League.

### Nazionale
In possesso del passaporto italiano e maturate due stagioni consecutive in una squadra di club italiana, necessarie per vestire la maglia azzurra, Alberga nel 2021 fu inserito nella lista dei pre-convocati per i Mondiali di Top Division. Tuttavia a causa di un infortunio muscolare, sopraggiunto durante i playoffs con il Bolzano, dovette rinunciare alla convocazione.
Nell'agosto dello stesso anno esordì con il  Blue Team disputando la Dolomiten Cup in preparazione alle qualificazioni olimpiche di Riga. A fine mese partecipò al torneo di qualificazione olimpica di Riga.

## Palmarès

### Individuale
- OJHL (Phillips Division) Rookie of the Year : 1

2008-2009
- CIS (OUA West) All-Rookie Team: 1

2013-2014
- CIS (OUA West) Rookie of the Year: 1

2013-2014
- CIS (OUA West) Second All-Star Team: 1

2013-2014
- CIS All-Rookie Team: 1

2013-2014